# Shayne Lavery
Pour les articles homonymes, voir Lavery.
Shayne Francis Lavery, né le 8 décembre 1998 à Lurgan, est un footballeur international nord-irlandais qui évolue au poste d'attaquant au Cambridge United.

## Biographie
Le 2 juin 2017, il signe son premier contrat professionnel avec le club anglais d'Everton.
Le 1er juillet 2024, il rejoint Cambridge United.

### En équipe nationale
Le 29 mai 2018, il fait ses débuts en faveur de l'équipe d'Irlande du Nord, à l'occasion d'un match amical contre le Panama (score : 0-0 à Panama City).

## Statistiques
| Saison                | Club                  | Championnat             | Championnat | Championnat | Coupe nationale | Coupe nationale | Coupe de la Ligue | Coupe de la Ligue | Compétition(s) continentale(s) | Compétition(s) continentale(s) | Compétition(s) continentale(s) | Irlande du Nord | Irlande du Nord | Total | Total |
| Saison                | Club                  | Division                | M.          | B.          | M.              | B.              | M.                | B.                | Comp.                          | M.                             | B.                             | M.              | B.              | M.    | B.    |
| 2017-2018             | Everton FC            | Premier League          | -           | -           | -               | -               | -                 | -                 | -                              | -                              | -                              | 1               | 0               | 1     | 0     |
| 2018-2019             | Falkirk FC (prêt)     | Scottish Premier League | 6           | 0           | -               | -               | -                 | -                 | -                              | -                              | -                              | -               | -               | 6     | 0     |
| 2019-2020             | Linfield FC           | NIFL Premiership        | 25          | 10          | 2               | 1               | -                 | -                 | C1+C3                          | 2+6                            | 0+4                            | 3               | 0               | 38    | 15    |
| 2020-2021             | Linfield FC           | NIFL Premiership        | 36          | 26          | -               | -               | -                 | -                 | -                              | -                              | -                              | 3               | 0               | 39    | 26    |
| Sous-total            | Sous-total            | Sous-total              | 61          | 36          | 2               | 1               | 0                 | 0                 | -                              | 8                              | 4                              | 7               | 0               | 78    | 41    |
| 2021-2022             | Blackpool FC          | Championship            | 37          | 8           | 1               | 0               | 2                 | 2                 | -                              | -                              | -                              | 8               | 1               | 48    | 11    |
| 2022-2023             | Blackpool FC          | Championship            | 26          | 2           | 2               | 0               | 1                 | 0                 | -                              | -                              | -                              | 4               | 1               | 33    | 3     |
| Sous-total            | Sous-total            | Sous-total              | 63          | 10          | 3               | 0               | 3                 | 2                 | -                              | 0                              | 0                              | 12              | 2               | 81    | 14    |
| Total sur la carrière | Total sur la carrière | Total sur la carrière   | 130         | 45          | 5               | 1               | 3                 | 2                 | -                              | 8                              | 4                              | 19              | 2               | 165   | 54    |